# 喬克內什蒂鄉 (登博維察縣)
44°36′N 25°51′E / 44.600°N 25.850°E
喬克內什蒂鄉（羅馬尼亞語：Comuna Ciocănești, Dâmbovița），是羅馬尼亞的鄉份，位於該國南部，由登博維察縣負責管轄，面積46平方公里，海拔高度109米，2007年人口5,001，人口密度每平方公里109人。